# 福岡インターナショナルスクール
福岡インターナショナルスクール（Fukuoka International School）は、福岡県福岡市早良区百道にあるインターナショナル・スクール。

## 概要
「福岡の国際化推進」の為、福岡市、福岡県、地元財界が1990年に設立（市、県、財界は現在も学校経営に大きく関与しており、私学法人であるが、公的性格が強い）。
幼児科（3歳）から高等科（19歳）までの一貫教育を実施。授業は英語にて行う。生徒の国籍は約20か国。生徒は海外企業、各国領事館の子息等が主だが、日本人生徒も多数在籍する。
米国の学校公認機関であるWASCの認定校であり、国際バカロレア資格認定校でもある。また、文部科学省からも、上記の通り国際的な評価団体による評価を受けた教育施設として、高等科卒業後は日本の大学への受験資格が認められている。
高等科卒業後の進路としては、海外の大学への進学が主だが、日本国内の大学へも進学している。

## 設置課程
- 幼稚課程　3歳 - 5歳児（3歳の誕生日を迎え次第入学可能・各クラスには英語母語話者の先生と英語日本語を話す日本人バイリンガルスタッフの2人がつく）
- 小学課程
- 中学課程
- 高等課程

## 沿革
もとは米軍基地（板付基地）の付属施設。米軍撤退後は私塾として運営されていたが、1990年に、福岡の国際化を推進する為に、福岡県、福岡市の行政当局および地元財界が現在の学校法人を設立。

## 所在地
- 福岡県福岡市早良区百道3-18-50